# Hayden Panettiere
Hayden Panettiere, celým jménem Hayden Lesley Panettiere (* 21. srpna 1989, Palisades, New York, USA), je americká herečka a zpěvačka nominovaná na cenu Grammy. Nejvíce se proslavila rolí Claire Bennetové v televizním seriálu Hrdinové (2006–2010) a rolí Juliette Barnesové v televizním seriálu Nashville (2012–2018). Za roli Juliette získala dvě nominace na cenu Zlatý glóbus v kategorii nejlepší herečka ve vedlejší roli.

## Životopis
Hayden se narodila a vyrostla v Rochesteru v New Yorku. Má italské a německé kořeny. Je dcerou herečky Lesley R. Vogelové a Alana Leeho „Skipa“ Panettierea, kapitána hasičského oddílu. Má mladšího bratra, herce Jansena. Navštěvovala South Orangetown Middle School v New York, od deváté třídy byla vyučována doma.

## Kariéra

### Televize
Před kamerami se poprvé objevila jako 11měsíční miminko v reklamě pro Playskool vláček. Během let 1994–1997 se objevovala jako Sarah Roberts v telenovele stanice ABC One Life to Live. Během let 1996 až 2000 se objevovala jako Lizzie Spaulding v CBS telenovele U nás ve Springfield. Její postava zápasila s leukémií. Za roli Lizzie byla oceněna speciální cenou od Leukemia & Lymphoma Society.
Za jej roli v televizním filmu stanice Lifetime Pokud věříš byla v roce 1999 nominována na cenu Young Artist Award v kategorii Nejlepší mladá herečka – 10 let a Nejlepší výkon v TV filmu nebo pilotu. Objevila se v seriálu stanice FOX Ally McBeal. Získala také vedlejší role v seriálech Malcolm v nesnázích a Zákon a pořádek: Útvar pro zvláštní oběti.

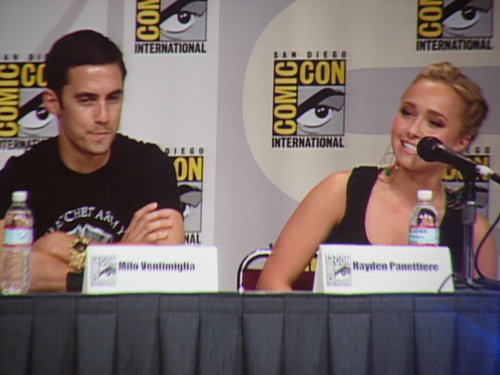
Hayden Panettiere a Milo Ventimiglia, se kterým hrála v seriálu Hrdinové.

Nejvíce se proslavila rolí Claire Bennetové v seriálu stanice NBC Hrdinové. Tvůrcem seriálu byl Tim Kring. V roce 2007 se objevila v MTV show Napálené celebrity. V dubnu roku 2012 byl jeden z dílů pod jejím vedením.
V březnu 2012 bylo oznámeno, že Hayden získala roli Juliette Barnesové v seriálu ABC Nashville. V květnu 2012 ABC vybralo seriál do své vysílací sezony. Seriál byl zrušen v roce 2018.

### Film
V roce 1999 se objevila ve filmu Vzkaz v láhvi. V roce 2000 se objevila v Disney filmu Vzpomínka na Titány, také se objevila ve filmu Bravo Girls: Všechno nebo nic. Vedlejší roli získala v nezávislém filmu Šanghajský polibek. V roce 2004 se objevila v Disney Channel filmu Dobrodružství na letadlové lodi a ve filmu Život s Helenou jako neteř Heleny, kterou hrála Kate Hudson. V roce 2005 získala roli ve filmu z krasobruslařského prostředí Princezna ledu a ten samý rok získala roli Channing Wals ve filmu Rychlý Stripes.
V roce 2007 podepsala smlouvu s William Morris Agency. V roce 2008 se objevila ve filmu Světlušky na zahradě. V září 2008 se objevila ve videu na funnyordie.com nazvané Hayden Panattiere PSA: Your Vote, Your Choice. V říjnu se objevila ve videu Vote for McCain: He's just like George Bush, except older and with a worse temper.
V roce 2009 se objevila v komedii Miluju tě, Beth Cooperová. V září 2010 se objevila ve filmu Amanda Know: Vražda v Itálii a propůjčila svůj hlas do animovaného filmu Alfa a Omega. V roce 2011 získala roli ve filmu Vřískot 4, kde hrála Kirby Readovou. Za svou roli obdržela pozitivní ohlas od kritiků. Ten samý rok nahradila Anne Hathawayovou a propůjčila svůj hlas Červené Karkulce v animovaném filmu Hoodwinked Too! Hood vs. Evil. V roce 2012 měl premiéru film The Forger, který Hayden natáčela v roce 2009.
Roku 2015 si zahrála po boku Violy Davisové ve filmu Custody.
V roce 2023 se vrátila v šestém pokračování hororové série Vřískot, jako Kirby Reed, tuto roli již ztvárnila ve Vřískotu 4 z roku 2011

### Zpěv
V roce 1999 byla nominovaná na cenu Grammy za písničku k animovanému filmu Život brouka. V roce 2004 nahrála píseň „My Hero Is a You“ pro film Dobrodružství na letadlové lodi. Pro film Čarovná země nahrála duet s Wattem Whitem s názvem „Someone Like You“. Další rok nahrála písničku pro společnost Hollywood Records „Girl Next“ (2006) a „Got to Girl“ pro film Girl Next 2 (2007). V roce 2007 také nahrála cover verzi písničky „Cruella De Vill“ pro DisneyMania 5, písničku „Try“ pro film Most do země Terabithia a „I Still Believe“ pro Popelka 3: Ztracena v čase.
Její prvním singlem byla písnička „Wake Up Call“, zveřejněná 5. srpna 2008. Pro seriál Nashville nahrála několik písniček, které byly vydány jako singly a objevily se na soundtrackových albech. V roce 2013 nahrála píseň „The Fabric of My Life“ pro kampaň značky Cotton Incorporated.

### Modeling
V roce 2006 se stala tváří kosmetické společnosti Neutrogena. V září 2007 se objevila v reklamě Got Milk? a únoru 2008 se stala tváří značky Candie.

### Hry
V roce 2015 se objevila jako postava Sam v hororové hře Until Dawn.

## Osobní život
Od prosince 2007 do února 2009 chodila s kolegou ze seriálu Hrdinové Milou Ventimigliou. Od roku 2009 chodila se světovým šampionem v boxu, Ukrajincem Vladimirem Kličkem. V květnu 2011 Hayden oznámila, že se dvojice rozešla. Od června 2011 do prosince 2012 chodila s hráčem NFL Scottym McKinghtem. Od dubna 2013 se Hayden dala znovu dohromady s Vladimirem Kličkem. V říjnu 2013 bylo oznámeno zasnoubení. V roce 2014 se jim narodila dcera Kaya Evdokia. V srpnu 2018 se pár znovu rozešel.

## Filmografie

### Televize
| Rok       | Název                                     | Role                                       | Poznámky                                  |
| --------- | ----------------------------------------- | ------------------------------------------ | ----------------------------------------- |
| 1994–1997 | One Life to Live                          | Sarah Roberts                              | 25 dílů                                   |
| 1996      | Aliens in the Family                      | Malá dívka                                 | díl: „Too Good to Be True“                |
| 1996      | How Do You Spell God?                     | Megan Blackwood                            | televizní film                            |
| 1997      | Unhappily Ever After                      | Malá dívka                                 | díl: „Little Ice Cream Shop of Horrors“   |
| 1998      | Z vlastní vůle                            |                                            | limitovaný seriál                         |
| 1998–2000 | U nás ve Springfieldu                     | Lizzie Spaulding                           | 41 dílů                                   |
| 1999      | Prokleté dědictví                         | Malá Doris Duke                            | limitovaný seriál                         |
| 1999      | Touched by an Angel                       | Diana                                      | díl: „Godspeed“                           |
| 1999      | Pokud věříš                               | Malá Susan Stone / Alice Stone             | televizní film                            |
| 2000      | Between the Lions                         | Dívka s culíkama(hlas)                     | nekreditovaná role                        |
| 2001      | Zákon a pořádek: Útvar pro zvláštní oběti | Ashley Black                               | díl: „Abuse“                              |
| 2002      | Ally McBealová                            | Maddie Harrington                          | hlavní role, 12 dílů                      |
| 2003      | Normální                                  | Patty Ann Applewood                        | televizní film                            |
| 2003–2005 | Malcolm in the Middle                     | Jessica                                    | 4 dílů                                    |
| 2004      | Fillmore!                                 | Yumi (hlas)                                | díl: „Code Name: Electric Haircut“        |
| 2004      | Dobrodružství na letadlové lodi           | Maddie Dolan                               | televizní film                            |
| 2005      | Zákon a pořádek: Útvar pro zvláštní oběti | Angela Agnelli                             | díl: „Hooked“                             |
| 2005      | Lies My Mother Told Me                    | Haylei Sims                                | televizní film                            |
| 2006      | Commander in Chief                        | Stacy                                      | díl: „Wind Beneath My Wing“               |
| 2006      | Skater Boys                               | Kassidy Parker č.2                         | díl: „Band of Gold“                       |
| 2006–2010 | Hrdinové                                  | Claire Bennet                              | hlavní role, 74 dílů                      |
| 2006–2012 | Napálené celebrity                        | Samu sebe                                  | 4 díly                                    |
| 2007      | Robot Chicken                             | Cheetara / Ramona / Seussova sestra (hlas) | díl: „Endless Breadsticks“                |
| 2010      | Americký táta                             | Ashley (hlas)                              | díl: „Stan's Food Restaurant“             |
| 2011      | Amanda Knox: Vražda v Itálii              | Amanda Knox                                | televizní film                            |
| 2013–2018 | Nashville                                 | Juliette Barnes                            | hlavní role, 79 dílů                      |
| 2016      | Chopped Junior                            | Samu sebe                                  | díl: „Cuteness Overload“                  |
| 2016      | Bitva playbacků                           | Samu sebe                                  | díl: „Hayden Panettiere vs. Eva Longoria“ |

### Film
| Rok  | Název                         | Role                               | Poznámky |
| ---- | ----------------------------- | ---------------------------------- | -------- |
| 1998 | Objekt mé touhy               | Mořská víla                        |          |
| 1998 | Život brouka                  | Dot (hlas)                         |          |
| 1999 | Vzkaz v láhvi                 | Dívka v topícíse lodí              |          |
| 2000 | Dinosaurus                    | Suri (hlas)                        |          |
| 2000 | Vzpomínka na Titány           | Sheryl Yoast                       |          |
| 2001 | K. O.                         | Natalie Scheffer                   |          |
| 2002 | Aféra s náhrdelníkem          | maá Jeanne de Saint-Rémy de Valois |          |
| 2004 | Čarovná země                  | Melanie Lewis                      |          |
| 2004 | Život s Helenou               | Audrey Davis                       |          |
| 2005 | Rychlý Stripes                | Channing Walsh                     |          |
| 2005 | Princezna ledu                | Gennifer "Gen" Harwood             |          |
| 2006 | Bravo Girls: Všechno nebo nic | Britney Allen                      |          |
| 2006 | Architekt                     | Christina Waters                   |          |
| 2006 | Mr. Gibb                      | Allyson 'Ally' Palmer              |          |
| 2007 | Šanghajský polibek            | Adelaide Bourbon                   |          |
| 2007 | Diary of a New Girl           | Hannah Rochelle (hlas)             |          |
| 2008 | Světlušky v zahradě           | malá Jane Lawrence                 |          |
| 2008 | Scooby-Doo a král skřítků     | Princezna víl Willow (hlas)        |          |
| 2009 | Miluji tě, Beth Cooperová     | Beth Cooper                        |          |
| 2009 | The Cove                      | Samu sebe                          |          |
| 2010 | Alfa a Omega                  | Kate (hlas)                        |          |
| 2011 | Vřískot 4                     | Kirby Reed                         |          |
| 2011 | Hoodwinked Too! Hood vs. Evil | Červená karkulka (hlas)            |          |
| 2012 | The Forger                    | Amber Felter                       |          |
| 2016 | Custody                       | Ally Fisher                        |          |
| 2019 | Berlin, I Love You            | Angie                              |          |
| 2023 | Vřískot 6                     | Kirby Reed                         |          |

### Videohry
| Rok  | Název                                        | Role  |
| ---- | -------------------------------------------- | ----- |
| 1998 | Život brouka                                 | Dot   |
| 2002 | The Mark of Kri                              | Tati  |
| 2002 | Kingdom Hearts                               | Kairi |
| 2006 | Kingdom Hearts II                            | Kairi |
| 2010 | Kingdom Hearts Birth by Sleep                | Kairi |
| 2012 | Kingdom Hearts 3D: Dream Drop Distance       | Xion  |
| 2013 | Kingdom Hearts HD 1.5 Remix                  | Kairi |
| 2014 | Kingdom Hearts HD 2.5 Remix                  | Kairi |
| 2015 | Until Dawn                                   | Sam   |
| 2016 | Kingdom Hearts HD 2.8 Final Chapter Prologue | Xion  |

## Ocenění a nominace
| Rok  | Ocenění                           | Kategorie                                                                            | Práce                           | Výsledek  |
| ---- | --------------------------------- | ------------------------------------------------------------------------------------ | ------------------------------- | --------- |
| 1998 | Young Artist Awards               | nejlepší hlasový výkon mladé herečky (film/seriál)                                   | Život brouka                    | nominace  |
| 1999 | Young Artist Awards               | nejlepší herecký výkon mladé herečky (10 let a méně): TV film nebo pilotní díl       | Pokud věříš                     | nominace  |
| 2000 | YoungStar Awards                  | nejlepší mladá herečka (telenovela)                                                  | U nás ve Springfield            | nominace  |
| 2000 | YoungStar Awards                  | nejlepší dabingový talent                                                            | Dinosaurus                      | nominace  |
| 2000 | Young Artist Awards               | nejlepší herecký výkon mladé herečky ve vedlejší roli (film)                         | Vzpomínka na Titány             | vítězství |
| 2001 | Young Artist Awards               | nejlepší herecký výkon mladé herečky v hlavní roli (film)                            | K. O.                           | nominace  |
| 2004 | Young Artist Awards               | nejlepší herecký výkon mladé herečky v hlavní roli (TV film, minisérie nebo speciál) | Dobrodružství na letadlové lodi | nominace  |
| 2006 | Young Artist Awards               | nejlepší herecký výkon v hlavní roli v TV seriálu (komedie/drama)                    | Hrdinové                        | vítězství |
| 2007 | Cena Saturn                       | nejlepší seriálová herečka ve vedlejší roli                                          | Hrdinové                        | vítězství |
| 2007 | Teen Choice Awards                | nejoblíbenější seriálová herečka (drama)                                             | Hrdinové                        | vítězství |
| 2007 | Teen Choice Awards                | seriálový objev roku                                                                 | Hrdinové                        | nominace  |
| 2007 | Filmový festival Vail             | Objev roku                                                                           |                                 | vítězství |
| 2007 | Filmový festival v Newport Beach  | Ocenění za herectví                                                                  | Šanghajský polibek              | vítězství |
| 2008 | Genesis Awards                    | Ocenění                                                                              |                                 | vítězství |
| 2008 | Teen Choice Awards                | nejoblíbenější seriálová herečka (akční/dobrodružný)                                 | Hrdinové                        | vítězství |
| 2008 | Cena Saturn                       | nejlepší seriálová herečka ve vedlejší roli                                          | Hrdinové                        | nominace  |
| 2009 | Cena Saturn                       | nejlepší seriálová herečka ve vedlejší roli                                          | Hrdinové                        | nominace  |
| 2010 | Cena Saturn                       | nejlepší seriálová herečka ve vedlejší roli                                          | Hrdinové                        | nominace  |
| 2012 | Satellite Awards                  | nejlepší seriálová herečka (drama)                                                   | Nashville                       | nominace  |
| 2012 | Zlatý glóbus                      | nejlepší herečka ve vedlejší roli (seriál, minisérie nebo TV film)                   | Nashville                       | nominace  |
| 2013 | Zlatý glóbus                      | nejlepší herečka ve vedlejší roli (seriál, minisérie nebo TV film)                   | Nashville                       | nominace  |
| 2013 | Teen Choice Awards                | nejoblíbenější seriálová herečka (drama)                                             | Nashville                       | nominace  |
| 2014 | Prism Awards                      | nejlepší ženský herecký výkon v dramatickém seriálu (více-epizodní příběh)           | Nashville                       | nominace  |
| 2015 | Teen Choice Awards                | nejoblíbenější seriálová herečka (drama)                                             | Nashville                       | nominace  |
| 2015 | People's Choice Awards            | nejoblíbenější seriálová herečka (drama)                                             | Nashville                       | nominace  |
| 2016 | Critics' Choice Television Awards | nejlepší herečka ve vedlejší roli (drama)                                            | Nashville                       | nominace  |